# If I Ain’t Got You
«If I Ain’t Got You» («Если у меня нет тебя») — песня американской певицы Алиши Киз с её второго студийного альбома The Diary of Alicia Keys (2003). Она сама её написала и спродюсировала
В феврале следующего, 2004 года песня вышла отдельным синглом. Это был второй сингл с вышеупомянутого альбома, вслед за «You Don’t Know My Name».
В США в «Горячей сотне» журнала «Билборд» (англ. Billboard Hot 100) песня достигла 4 места.

## История
Алиша Киз написала эту песню после того, как 25 августа 2001 года 22-летняя американская певица Алия погибла на Багамских островах в авиакатастрофе. Под впечатлением от той трагедии она её и сочинила.
Певица вспоминала
Идея этой песни сформировалась [у меня] немедленно после того, как Алия ушла из жизни. Это было такое грустное время, и никто не хотел в это верить. Это просто дало мне всё ясно понять — что важно, и что нет.

## Приём публики п награды
За эту песню Алиша Киз в 2005 году получила премию «Грэмми» в категории «Лучшая женская вокальная работа в жанре R&B» .